# Minimale Hemm-Konzentration
Minimale Hemm-Konzentration (MHK) (englisch MIC für Minimum Inhibitory Concentration) ist ein Begriff aus der Biologie. Sie bezeichnet die niedrigste Konzentration einer Substanz, bei der die Vermehrung von Mikroorganismen mit bloßem Auge nicht wahrgenommen werden kann.
Die MHK wird mit einem sogenannten Titerverfahren bestimmt.
In der Regel wird die Konzentration eines Antibiotikums bestimmt, die das Wachstum eines Bakterienstammes gerade noch hemmt. Die MHK wird in Mikrogramm pro Milliliter (µg/ml) angegeben (in der Regel in log2-Schritten), die zur Qualitätskontrolle überprüfte Einsaatdichte der Bakterien wird in Koloniebildenden Einheiten pro Milliliter angegeben (KBE/ml).
Zum Beispiel ist die MHK50 die niedrigste Konzentration einer Substanz, die die Vermehrung von mindestens 50 % der getesteten Stämme hemmt.
Antibiotika können weiterhin über die minimale bakterizide Konzentration (MBK) charakterisiert werden.